# Berons

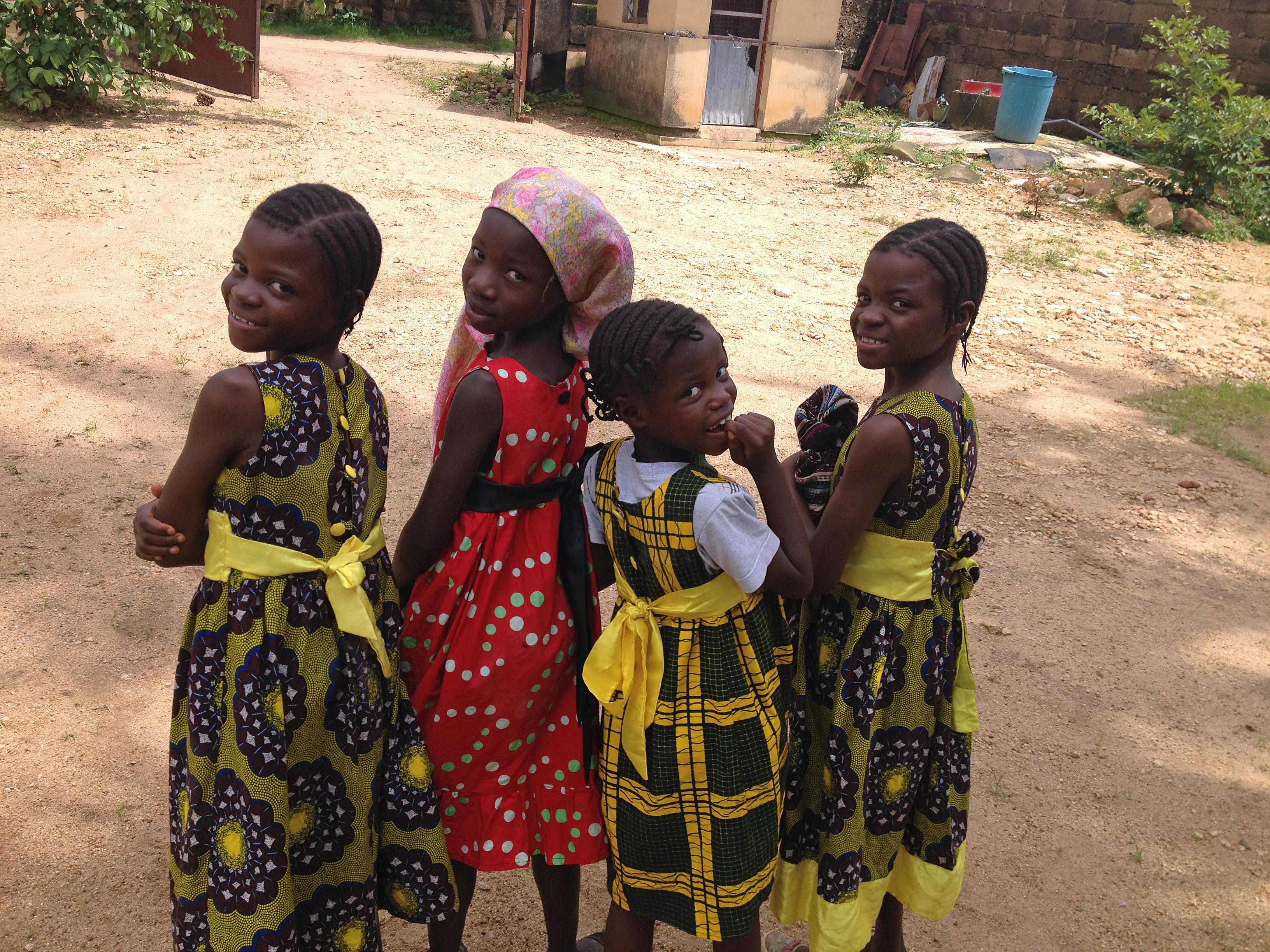
Berom

Os berons são um grupo étnico nigero-congolês que que tem língua própria, o berom.

## Povo
Os berons (por vezes também chamados de birons) são o maior grupo étnico no planalto Jos e localizam-se predominantemente no estado de Plateau, na Nigéria. Dentro desse mesmo estado, concentram-se principalmente nas divisões locais de Jos Norte, Jos Sul, Barkin Ladi e Riyom.
Os berons têm uma herança cultural rica. A sua maior celebração é a festa de Nzem Berom que acontece anualmente nos meses de Março ou Abril.
O atual governador do estado do Plateau, Jonah Jang, é berom. Tiveram um longo conflito com os hauçás, que é um grupo muçulmano. Essa guerra deixou cerca de 280 mortos.

## Língua
O idioma berom é uma língua nigero-congolesa falada por cerca de 300.000 pessoas.